# Paik Seung-ho
Seung-Ho Paik (nascut el 17 de març de 1997, Seül (Corea del Sud)) és un futbolista sud-coreà que juga com a migcampista al Jeonbuk Hyundai Motors FC i per la selecció sud-coreana.

## Trajectòria
Fou el desembre de 2009 quan va participar en la selecció coreana sub'13 en un torneig a Sant Cugat del Vallès. El Barça també es trobava en aquest torneig amb el seu equip infantil B, va ser aleshores quan va captar l'atenció de Puig. Però ell no va ser l'únic. Poc després van arribar noticies de que el Reial Madrid estava obrint negociacions amb el pare del jugador. Això va fer accelerar les gestions d'Albert Puig i el llavors coordinador del futbol base barceloní.
Després de les negociacions del 2009 va ingressar a la cantera del FC Barcelona. Va formar part del FC Barcelona B des de 2016 fins al 2017. Va ser el 21 d'agost del 2017 on va ser fitxat pel filial del Girona FC, el CF Peralada-Girona B per tres temporades. Durant la temporada 2018-2019 va ser convocat pel primer equip del Girona FC a causa de les nombroses baixes que va patir durant aquest any, però no va arribar a debutar.
L'agost del 2019 va abandonar Girona per jugar al SV Darmstadt 98. Al conjunt alemany va estar fins al març del 2021, quan va tornar al seu país després de fitxar pel Jeonbuk Hyundai Motors F. C.
Després de formar part de les categories inferiors de la selecció nacional, l'any 2019 va fer el seu debut amb l'absoluta. Va ser convocat per la Copa del Món de Futbol de 2022, on va disputar un partit.